# Deutschordensballei Biesen

Kreuz des Deutschen Ordens

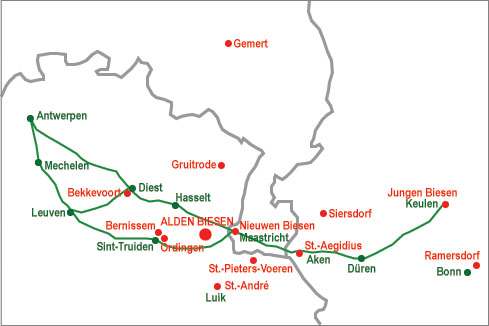
Kommenden der Ballei Biesen

Die Ballei Biesen war ein Verwaltungsgebiet des Deutschen Ordens, das sich über das heutige Belgien, die südlichen Niederlande und den Niederrhein erstreckte. Ihr Sitz, Schloss Alden Biesen in der Nähe von Tongern nördlich von Lüttich, ist erhalten.

## Geschichte
Zwischen 1228 und 1270 wurde die Ballei Biesen zusammen mit der Ballei Utrecht von einem Landkomtur in Personalunion geführt. Von der Ballei aus wurden teilweise mehr als zwölf untergeordnete Landkommenden, Herrschaften und Rezepturen sowie Pfarreien und theologische Bildungseinrichtungen im Rhein-Maas-Gebiet verwaltet. Spätestens ab 1317 war Biesen eine eigene Ballei, der zu jener Zeit schon eine Vorrangstellung im Deutschen Orden zukam, weil sie über überdurchschnittlich viel Grundbesitz im Vergleich zu den übrigen Deutschordensniederlassungen in der Region verfügte.
Die Kommenden des Deutschen Ordens, welche die Klöster der Ordensritter und Ordenspriester darstellten, waren in größeren Verbänden zusammengeschlossen. Diese Verbände wurden Balleien genannt und sind mit Ordensprovinzen zu vergleichen. An ihrer Spitze stand ein Landkomtur, welcher mit einem Provinzial in anderen Orden zu vergleichen ist.

## Kommenden der Ballei
Zu den nachfolgend aufgeführten Kommenden kamen noch zahlreiche Pfarreien hinzu, welche der Ballei inkorporiert waren (Gemert, Vught, Nistelrode, Handel, Bakel, Gelsdorp, Gruitrode, Bekkevoort, Ordingen, Beek, Vroeghoven, Welz, Lüttich). Auch unterhielt die Ballei an der Universität Löwen ein Priesterseminar, ein Gymnasium in Gemert und verschiedene Studentenstipendien sowie ein Studienhaus in Köln. Zu den Kommenden, die nur kurzfristig oder vorübergehend der Ballei Biesen unterstanden, gehörten unter anderem die:
- Kommende Welheim, Erzbistum Köln; Gründungsdatum unbekannt, um 1300 der Deutschordensballei Westfalen eingegliedert
- Kommende Dieren, Bistum Utrecht, gegründet um 1218; zunächst zur Kammerballei Koblenz gehörend wurde sie 1420 der Ballei Biesen verpfändet; 1434 der Ballei Utrecht weiterverkauft
- Kommende Mechelen-Pitsemburg, Bistum Cambrai, ab 1269 bezeugt, nach 1300 der Kammerballei Koblenz eingegliedert.

| Kommende                                                       | von                 | bis      | Anmerkung | Bild |
| -------------------------------------------------------------- | ------------------- | -------- | --- | ---- |
| Kommende Alden Biesen                                          | um 1220             | 1797     | Bistum Lüttich; Name Alden Biesen entstand 1361, nachdem es zur Gründung von Nieuwen Biesen kam. Sitz der Landkomtur bis Mitte des 14. Jh., dann wieder ab 1620. Im Jahr 1797 durch die Franzosen säkularisiert und versteigert.         |      |
| Kommende Aschaffenburg                                         | 1749                | 1773     | Erzbistum Mainz; vorher im Besitz der Deutschordensballei Hessen; Abgewirtschaftet durch Finanzmanupulationen, Großherzog Karl Theodor von Dalberg ließ 1811 im Kronberger Hof ein Theater errichten und bezog das Deutsche Haus mit ein |      |
| Kommende Bekkevoort                                            | 1280                | 1796     | Bistum Lüttich, 1578 verwüstet, 1585 wurde der Sitz der Komtur nach Diest verlegt |      |
| Kommende Bernissem                                             | 1237                | vor 1793 | Bistum Lüttich; besaß u. a. das Patronat über die Kirche von Montenaken, ging vor 1793 in Konkurs |      |
| Kommende Geleen (Kleine Biesen)                                | 1259                | 1468     | Bistum Lüttich; von 1247 bis 1341 als Kommende bezeugt, 1468 verlegt nach Neuen Biesen (Maastricht) |      |
| Reichsunmittelbare Herrschaft und Kommende Gemert              | vor 1249            | 1797     | Bistum Lüttich; Gründungszeit unklar, um 1249 findet sich bereits der 2. Komtur; bis 1668 Bestand nicht durchgehend nachweisbar, anschließend gesicherte Herrschaft über die Herrlichkeit Gemert                                         |      |
| Herrschaft und Kommende Gruitrode                              | 1416                | 1801     | Bistum Lüttich; ab 1417 Pfarrrechte; 1568 Neubau der Kommende nach Kriegsverwüstung von 1483 |      |
| Rezeptur Holt                                                  | 1281                | 1611     | Bistum Lüttich; Kleinste Kommende der Ballei; 1611 überführt in die Kommende Ordingen |      |
| Kommende Jungen-Biesen                                         | 1573                | 1802     | Erzbistum Köln, Standort in Köln im Bereich der Severinstraße in unmittelbarer Nachbarschaft zur Kommende St. Katharina der Kammerballei Koblenz                                                                                         |      |
| Kommende Lüttich (St. André)                                   | 1255                | 1795     | Bistum Lüttich; Reichste Kommende der Ballei; Sitz des Priors der Ballei Biesen; zw. 1634 und 1657 Neubau der Kommendegebäude; |      |
| Kommende Neuen-Biesen                                          | zw. 1358 und 1361   | 1794     | Bistum Lüttich; in Maastricht gelegen, Priesterkonvent, Noviziatshaus; Mitte des 14. Jh. bis 1620 Sitz der Landkomtur und bis Mitte des 18. Jh. des Balleikapitels                                                                       |      |
| Herrschaft und Kommende Ordingen                               | 1611                | vor 1800 | Bistum Lüttich; übernahm bei Gründung zusätzlich die Kommende Holt |      |
| Herrschaft und Kommende Ramersdorf                             | 1230                | 1803     | Erzbistum Köln; zunächst Deutschmeistertum, erst 1371 der Ballei Biesen übertragen |      |
| Deutschordenskommende Siersdorf                                | 1219                | 1809     | Erzbistum Köln, 1578 Neubau nach kriegsbedingter Zerstörung; |      |
| Deutschordenskommende St. Aegidius                             | 1321                | 1802     | Bistum Lüttich; Pontstraße in Aachen; bis 16. Jh. Priesterkommende; |      |
| Reichsunmittelbare Herrschaft und Kommende Sint-Pieters-Voeren | 1244                | 1798     | Bistum Lüttich; die alten Gebäude wurden im 17. Jh. durch eine neue Schlossanlage ersetzt |      |
| Rezeptur Sint Truiden                                          | 1254                | vor 1800 | Bistum Lüttich; |      |
| Rezeptur Vught                                                 | 1483 (nicht belegt) | vor 1800 | Bistum Lüttich; erste Erwähnung eines Komturs um 1373; übernahmen das Patronatsrecht über die St. Lambertuskirche |      |

## Landkomture der Ballei Biesen
- Henricus um 1229/30
- Henricus um 1235/8
- Ludwig um 1240/1
- Wilhelm um 1250/2
- Walther von Koblenz ca. 1253
- Diederik Guldenhoofd ca. 1255–ca. 1267
- Gerard van Printhagen ca. 1265–1267
- Lodewijk van Kinswilre ca. 1267/8
- Nicolaas van Horne ca. 1268/70
- Mathias van Franchevort 1270–1271/2
- Herman van Rijkel 1271/2–ca. 1275
- Nicolaas van Horne ca. 1275–c. 1280
- Ecbertus van Stockheim ca. 1282–1284
- Dierik van der Horst 1284–ca. 1290
- Dierik van Wevelhoven ca. 1290–ca. 1295
- Walter van Papenhoven ca. 1300–1307
- Dierik von Holland 1307–1317
- Gerard van Loon 1317–1324
- Rutger van Kaldenberg 1324–1327/8
- Johan van Hoenhorst 1327/8–ca. 1338
- Hendrik von Hindenburg um 1338
- Gerard van Printhagen um 1339
- Dierik (oder Hendrik) van Rondorp um 1340
- Wynand van Spanbeke ca. 1343
- Konrad van der Kaulen ca. 1345–8
- Konrad van Vranckevort ca. 1349–50
- Rutger van Vriemersheim 1353–1358
- Renier Hoen van Hoensbroek  1358–1371
- Hendrik van Leeuwenberg 1371–ca. 1380
- Renier van Hansen ca. 1380–1410/1
- Iwan van Cortenbach 1410/1–1434
- Dierik van Betgenhusen 1434–1440
  - Albrecht von Fortsche von Thornauw (Lieut.) ca. 1440/3
- Mathias van der Straten 1444–1460
- Nicolaas van der Dusen 1460–1467
- Johan van de Velde 1467–1481
- Gerard de Sombreffe 1481–1482
- Johan van Herck 1482–1503
- Maximiliaan van Eynatten 1504–1512
- Gerard van Streithagen 1512–1536
- Wynand van Breyll 1536–1554
- Jan van Goer 1554–1572
- Heinrich von Reuschenberg zu Setterich 1572–1603
- Willem Frambach Bock van Lichtenberg 1603–1605
- Edmond Huyn van Amstenraedt 1605–1634
- Godfried Huyn van Amstenraedt van Geleen 1634–1657
- Edmond Godfried von Bocholz 1657–1690
- Hendrik van Wassenaer tot Warmond 1690–1707
- Damian Hugo von Schönborn 1707–1743
- Ferdinand Damian von Sickingen 1743–1749
- Wiric Leopold von Steinen 1749–1766
- Kaspar Anton von der Heyden 1766–1784
- Franz Johan von Reischach 1784–1807

## Ritter (DOR) und Priester (DOP) der Ballei Biesen

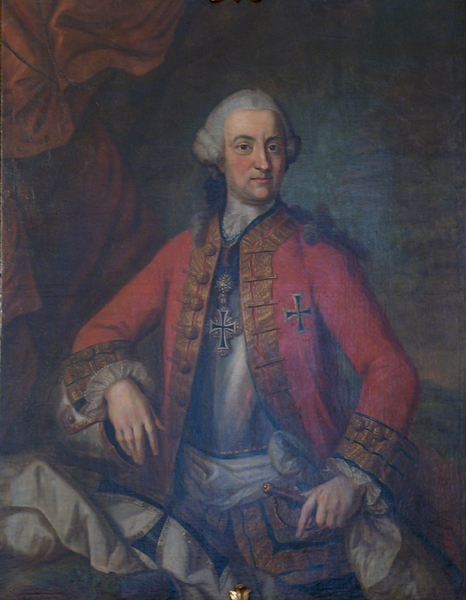
Caspar Anton von Belderbusch

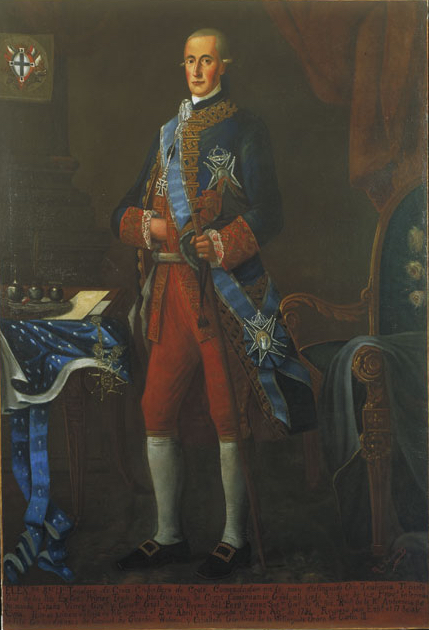
Theodor de Croix

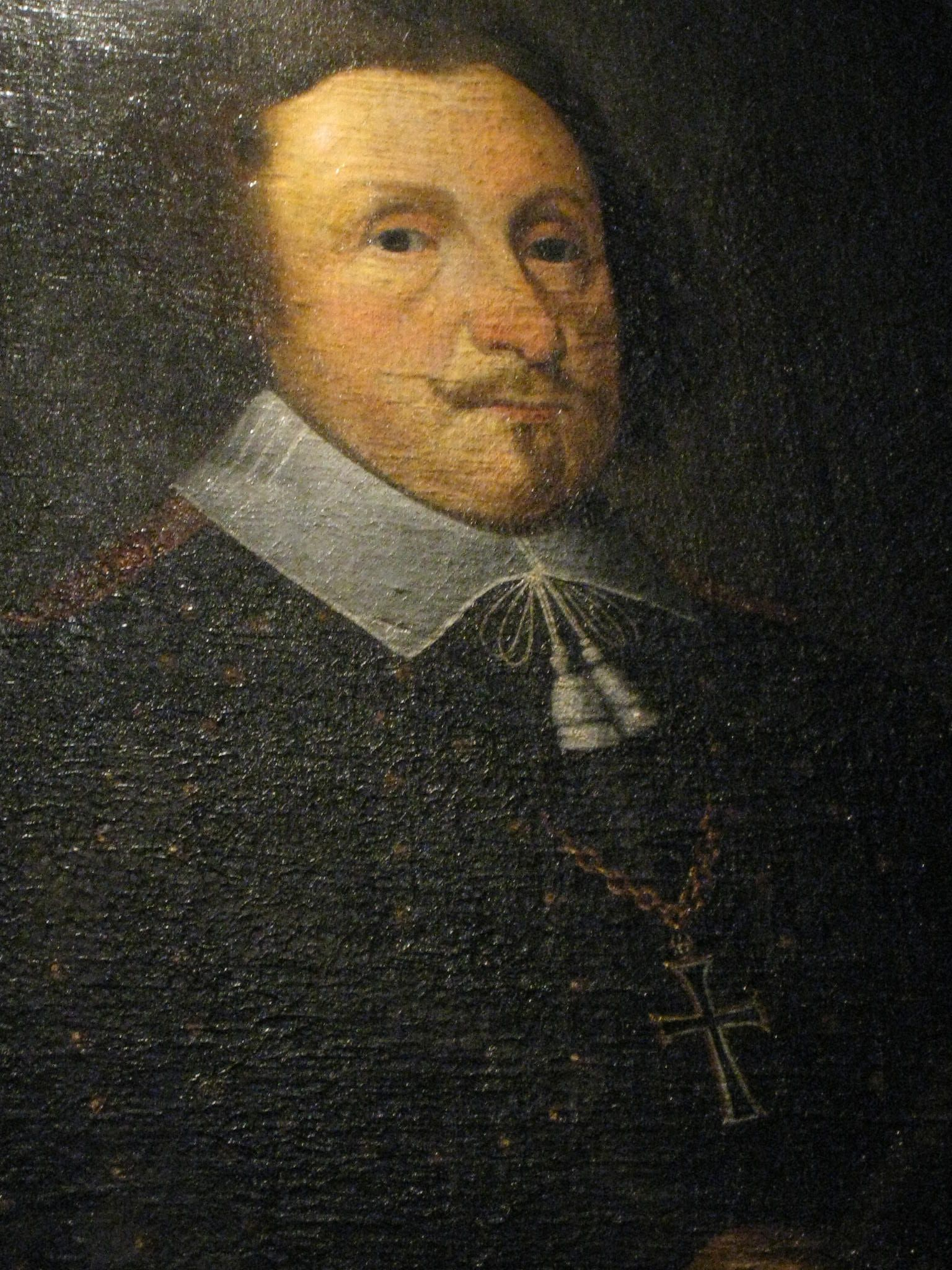
Gottfried Huyn von Geleen

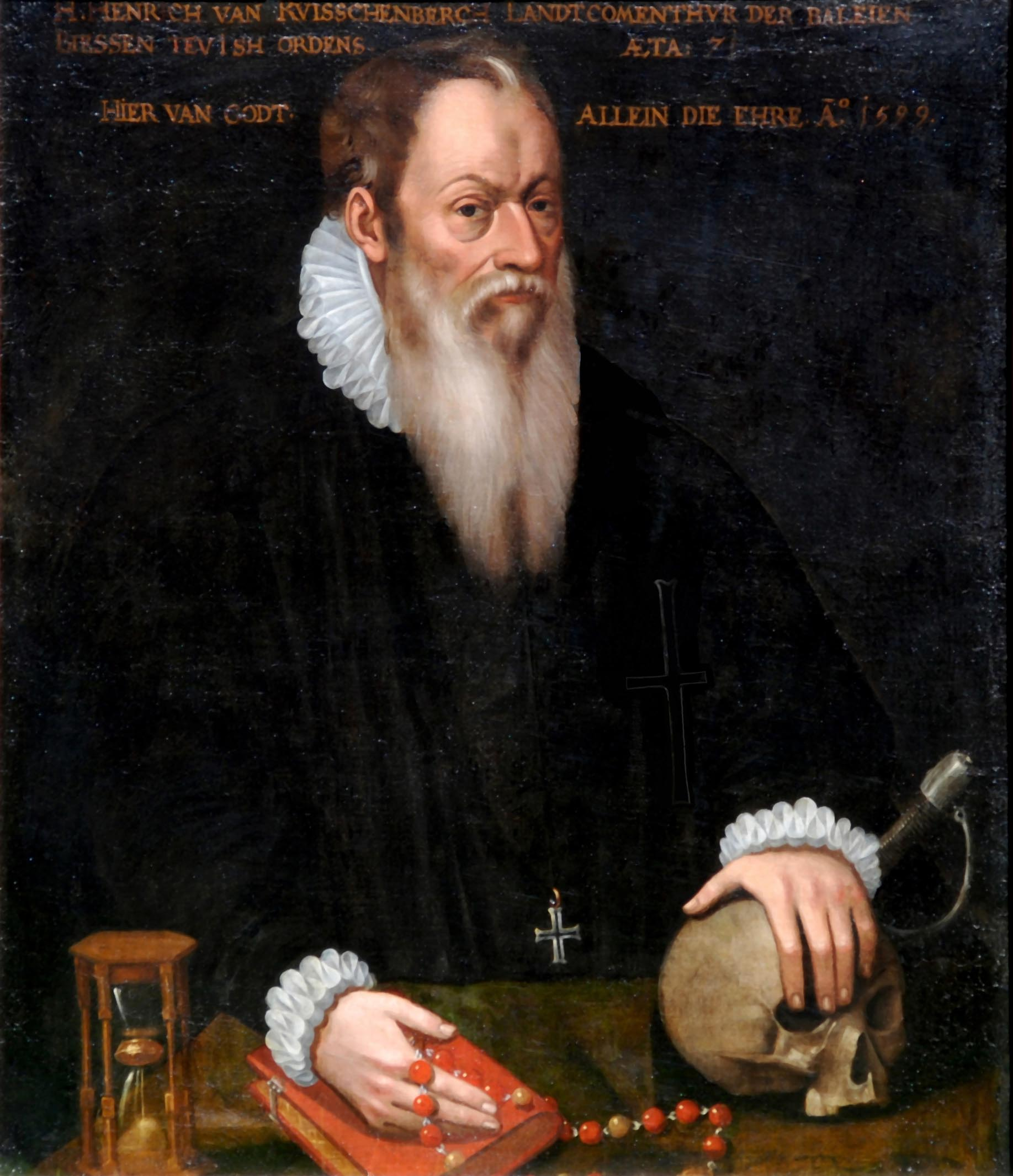
Heinrich von Reuschenberg

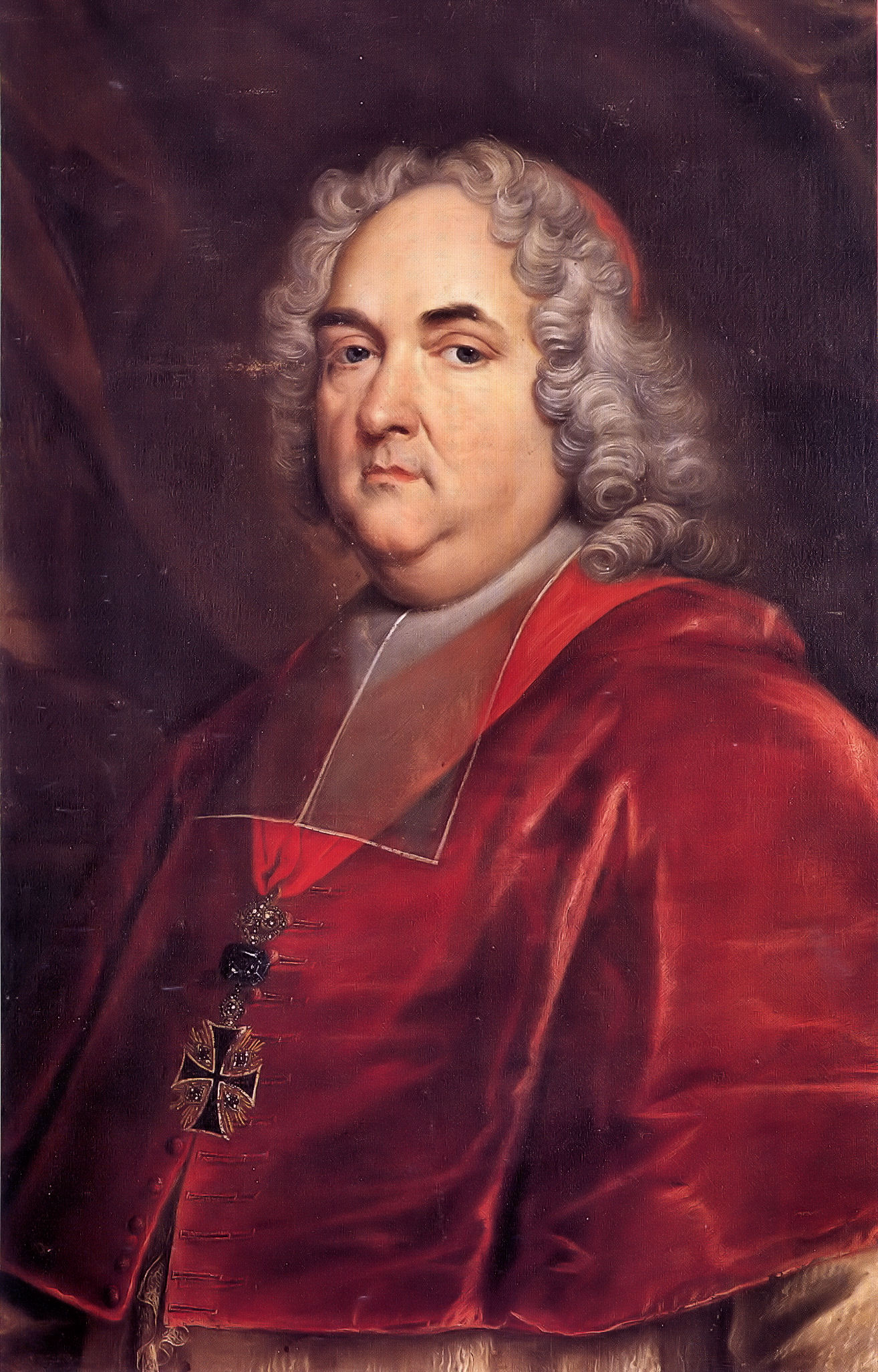
Damian Hugo Philipp von Schönborn-Buchheim

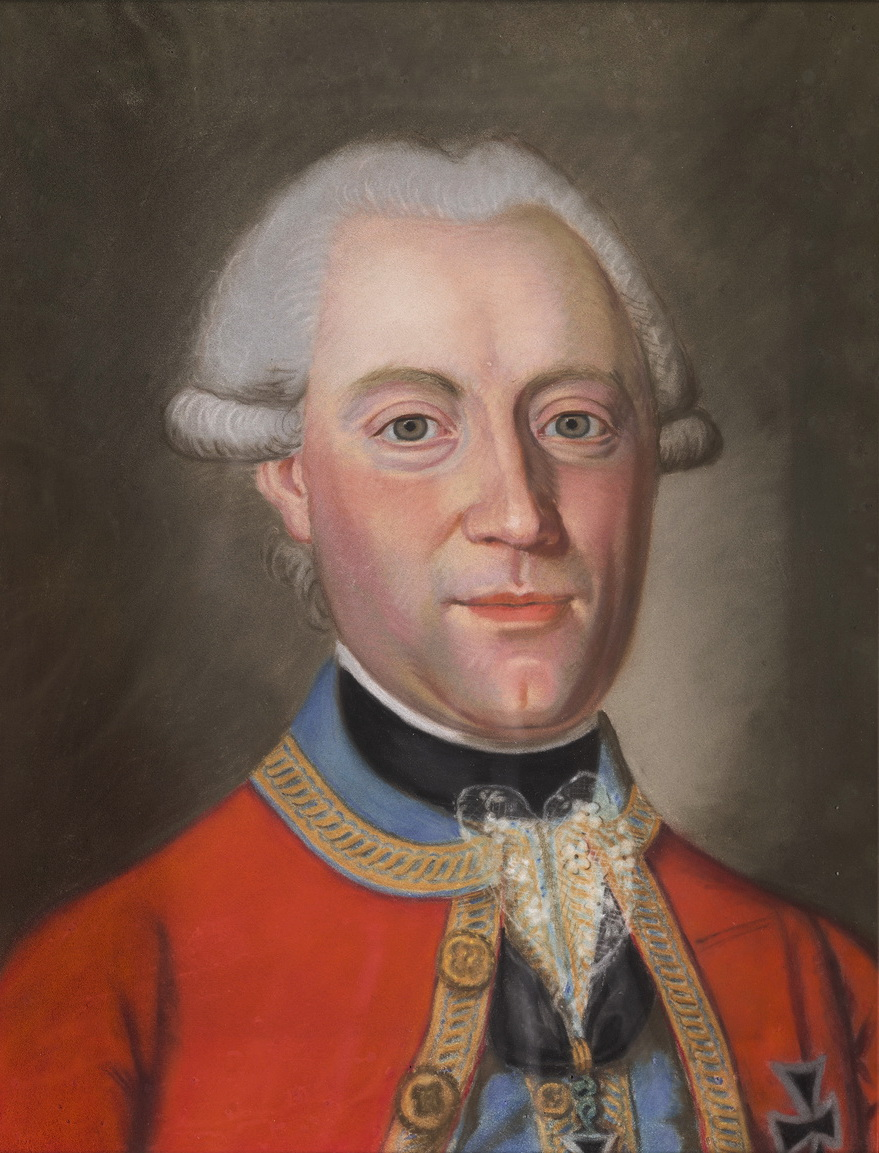
Heinrich Johann Droste zu Hülshoff

### A
- Edmond Huyn van Amstenrade (DOR)

### B
- Caspar Anton von Belderbusch (DOR)
- Henricus De Bije (DOP)
- Edmond Godfried von Bocholtz (DOR)
- Winand von Breill (DOR)

### C
- Johan Coolen (DOP)
- Iwan von Cortenbach (DOR)
- Willem Frans Cox (DOP)
- Theodor de Croix (DOR)
- Michael van den Cruys (DOP)

### D
- Petrus Adam Nicolaas Daemen (DOP)
- Heinrich-Johann von Droste zu Hülshoff (Ratsgebietiger, DOR)

### F
- Herman Fabritius (DOP)
- Johan Jacob Frissen (DOP)

### G
- Gottfried Huyn von Geleen (DOR)
- Johann von Goer (DOR)[1]

### H
- Henricus Haling (DOP)
- Adam von Holtorp (DOR)[1]

### L
- Robert Laurent Christophe Lintermans (DOP)

### M
- Georgius Morberius (DOP)

### N
- Wilhelm von Neuhoff (DOR)[1]

### R
- Franz von Reischach (DOR)
- Conrad von Reuschenberg (DOR)[1]
- Dietrich Stefan von Reuschenberg zu Selikum (DOR)
- Edmund von Reuschenberg zu Overbach (DOR)[1]
- Franz von Reuschenberg zu Setterich (DOR)[1]
- Johann Heinrich von Reuschenberg zu Setterich (DOR)[1]
- Johann von Reuschenberg zu Selikum (DOR)
- Johannes Ernst Freiherr von Reuschenberg zu Setterich (DOR)
- Wilhelm Constantin von Reuschenberg zu Selikum (DOR) – resignierte während der Probezeit
- Franciscus Rudolphi (DOP)

### S
- Damian Hugo von Schönborn (DOR)
- Ferdinand Damian von Sickingen (DOR)

### T
- Petrus Frans Theunissen (DOP)

### V
- Paul Willem van Vuecht

### W
- Hendrik van Wassenaar (DOR)